# Salon des entrepreneurs
GO Entrepreneurs ou le Salon des Entrepreneurs est un salon professionnel créé en 1993 par Xavier Kergall et organisé par EBRA Events (filiale du Groupe EBRA) à Paris et à Lyon.
Chaque année, deux rendez-vous annuels ont lieu en France :
- En avril, à Paris La Défense Arena ;
- En septembre, à Lyon à La Sucrière

Lieu d'échanges et de conférences, ce salon est aussi un lieu de passage de personnalités politiques voulant témoigner leur intérêt pour la création d'entreprises, comme Emmanuel Macron en février 2017 lorsqu'il était candidat à la présidence de la République, ou Édouard Philippe, Premier Ministre en 2018.
Auparavant détenu par le Groupe Les Echos Le Parisien, l'événement GO Entrepreneurs est repris par le Groupe EBRA en 2025.